# دن میندل
دن میندل (انگلیسی: Dan Mindel؛ زادهٔ ۲۷ مهٔ ۱۹۵۸) فیلم‌بردار اهل ایالات متحده آمریکا است.
از فیلم‌ها یا مجموعه‌های تلویزیونی که وی در آن‌ها نقش داشته است، می‌توان به زولندر ۲، دومینو، جنگ ستارگان: نیرو برمی‌خیزد، مرد عنکبوتی شگفت‌انگیز ۲، مأموریت غیرممکن ۳، پیشتازان فضا به سوی تاریکی، وحشی‌ها، جان کارتر، پیشتازان فضا، شاه‌کلید، جاسوس‌بازی، ماسه، ظهر شانگهای و دشمن کشور اشاره نمود.